# Grotte
Grotte település Olaszországban, Szicília régióban, Agrigento megyében. Lakosainak száma 5209 fő (2023. január 1.). Grotte Aragona, Comitini, Milena, Racalmuto, Campofranco és Favara községekkel határos.

## Népesség
A település lakossága az elmúlt években az alábbi módon változott:
| Lakosok száma | 5683 | 5600 | 5209 |
|               | 2017 | 2018 | 2023 |